# Phu Quoc

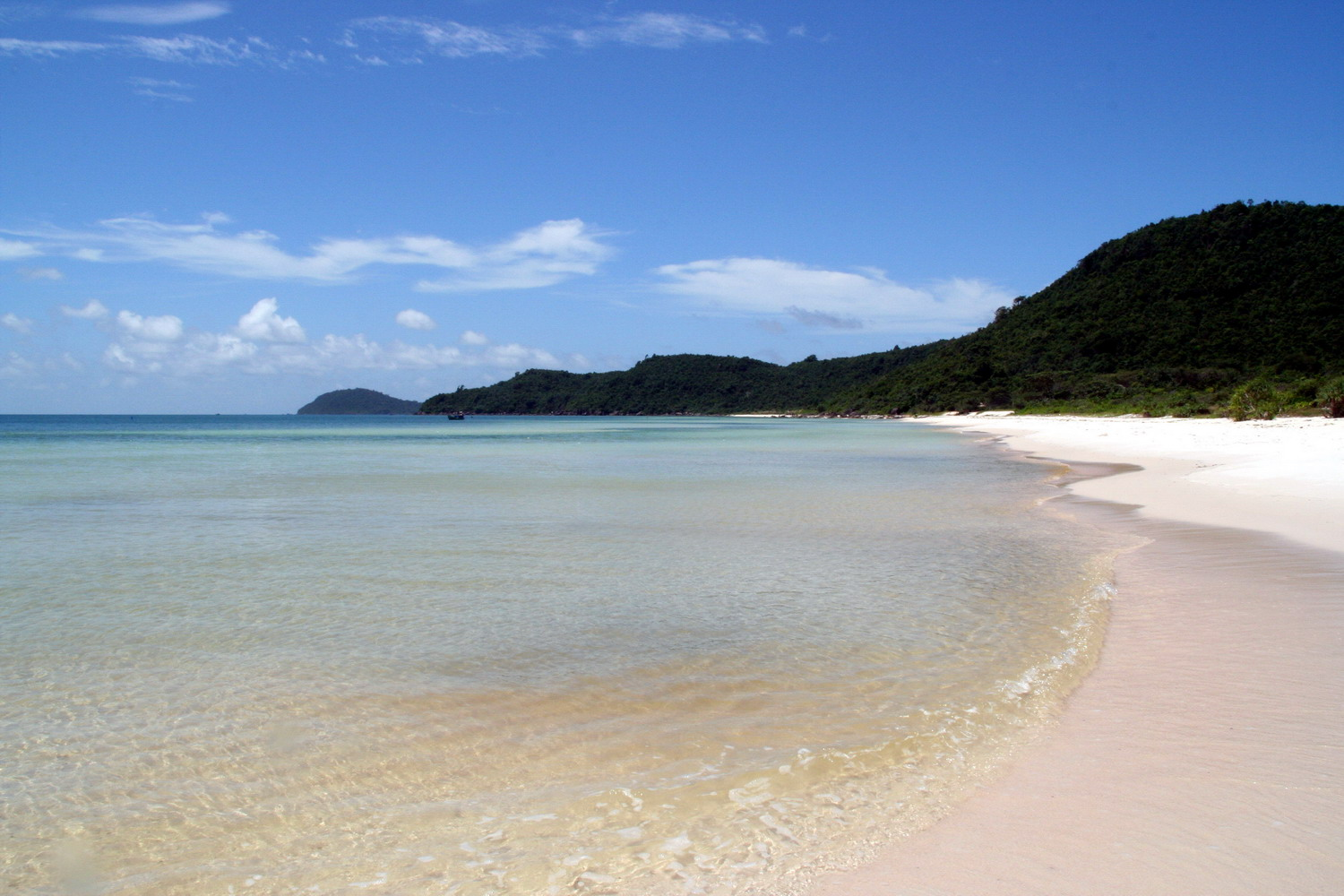
Phu Quoc

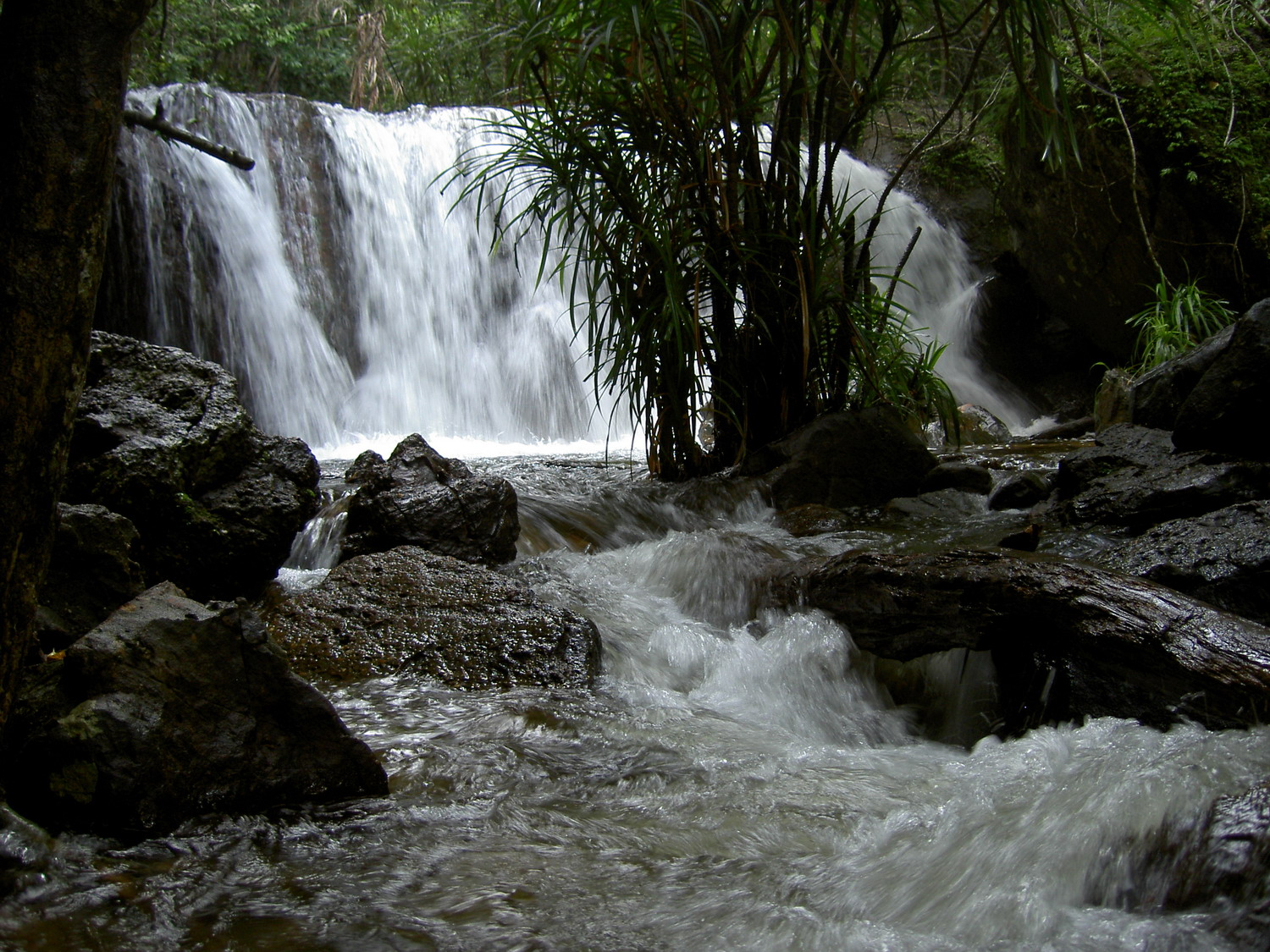
Phu Quoc

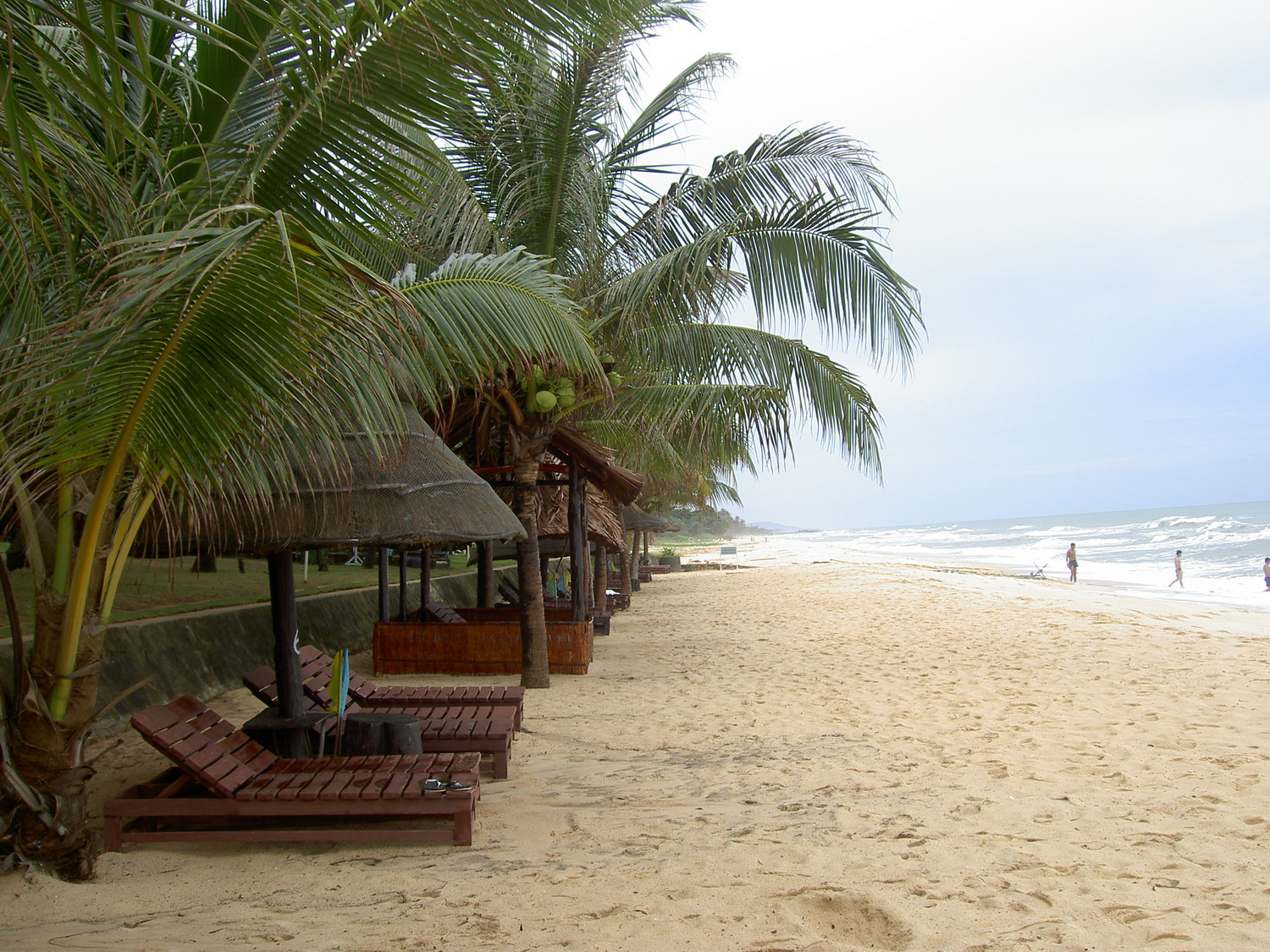
Phu Quoc

Phú Quốc és l'illa més gran del Vietnam. Està situada al golf de Tailàndia, i administrativament forma part de la província de Kiên Giang. Es troba a 44 km des del continent asiàtic i té força activitat turística.